# Kill Me, Heal Me
Kill Me Heal Me (tiếng Hàn: 킬미,힐미; Romaja: Kilmi, Hilmi), là một bộ phim truyền hình đầu năm 2015, với sự tham gia của Hwang Jung-eum, Ji Sung, Park Seo-joon, Oh Min-seok và Kim Yoo-ri.. Phim được chiếu tại MBC, vào mỗi thứ 4, thứ 5 mỗi tuần. Tập đầu tiên chiếu vào ngày 7 tháng 1 năm 2015.

## Cốt truyện
Bộ phim nói về người thừa kế đời thứ ba của tập đoàn SeungJin Cha Do-hyun, anh có một tuổi thơ đau buồn nên đã bị mất một đoạn ký ức tuổi thơ và từ sau vụ hỏa hoạn, tâm trí anh đã tự hình thành nên 7 nhân cách khác nhau. Anh cố gắng lấy quyền kiểm soát cơ thể mình và được chữa trị bởi cô Oh Ri Jin, năm đầu làm bác sĩ tâm lý, người đã yêu một trong bảy nhân cách của anh. Sau một thời gian dài bên cạnh, cùng nhau chữa trị, cùng nhau vượt qua nỗi sợ, cùng làm bạn,Oh Ri Jin đã giúp Cha Do Huyn biết bí mật của cuộc đời mình,những ký ức thuở nhở hay chính cũng là của cô, rằng hai người đã gặp nhau ra sao, như thế nào. bằng tình yêu và sự cảm thông, hai người đã chữa lành vết thương cho nhau, xoa dịu nỗi đau đối phương bằng chính trái tim mình, để cứu rỗi linh hồn và thể xác. chuyện tình của họ cứ thế mà trở nên đẹp vô cùng.

## Diễn viên

### Nhân vật chính
- Ji Sung trong vai Cha Do-hyun/Cha Joon-young
  - Lee Do-hyun trong vai Cha Do-hyun lúc nhỏ.

Bởi vì quá khứ bi thương, nên bản thân anh đã có thêm 6 nhân cách nữa:
- Shin Se-ki: Xuất hiện mỗi khi Do-hyun bị thương, bị tấn công. SeKi rất bạo lực, nhưng lại không bao giờ hại trẻ em và phụ nữ. SeKi chịu mọi nỗi đau của Do-hyun và là nhân cách duy nhất biết được và có ký ức mà Do-hyun bị mất. Mối tình đầu của anh là Oh Ri Jin.
- Ferry Park: Một người đàn ông 40 tuổi và là một chuyên gia chế bom. Luôn nói tiếng địa phương. Hiện thân của bố ruột DoHuyn.
- Ahn YoSeob: Một chàng trai 17 tuổi có tâm lý không ổn định, luôn muốn tự sát, là một cậu bé thông minh.
- Ahn Yona: Em sinh đôi của Ahn Yo-seob, là một cô gái cá tính và luôn dành tình yêu của mình cho idol và rất thích Oh Ri On.
- Nana: Một cô bé 7 tuổi yêu gấu bông. Hiện thân của Oh Ri Jin lúc bé.
- Mr.X: Hiện thân của bố ruột Oh Ri Jin.

- Hwang Jung Eum trong vai Oh Ri Jin/Cha Do-hyun
  - Kim Amy trong vai Oh Ri Jin lúc nhỏ.

Một bác sĩ tâm lý năm nhất đang cố gắng duy trì hình ảnh hoàn hảo của mình. Ấn tượng đầu khi nhìn thấy cô là thanh lịch và quý phái, nhưng sau đó lại là một cô gái nóng nảy và bừa bộn. Ri Jin chăm sóc cho Do-hyun và sau đó thì yêu một trong những nhân cách của anh. Sau đó thì được tiết lộ rằng cô không phải là em ruột của Ri On và đã từng gặp Do-hyun khi còn nhỏ.
- Park Seo Joon trong vai Oh Ri On.
  - Kim Ye-joon trong vai Oh Ri On lúc nhỏ.

Anh trai sinh đôi của Ri Jin. Ri On thường bị mọi người cho là ngốc nghếch và vô công rồi nghề, nhưng thực ra anh lại là một tiểu thuyết gia đầy bí ẩn với bút danh là Omega. Anh che giấu sự thật Ri Jin không phải là em ruột của mình và luôn bảo vệ cô. Anh cũng đã nảy sinh tình cảm với Ri Jin.
- Oh Min-seok trong vai Cha KiJoon.

Là anh họ của Do-hyun, là người hiện đang điều hành công ty. Ki-joon và Do-hyun là đối thủ đang cạnh tranh để thừa hưởng công ty của gia đình họ.
- Kim Yoo-ri trong vai Han Chae-yeon.

Cô là mối tình đầu của Do-hyun và là vị hôn thê của Ki-joon. Là một người phụ nữ lạnh lùng và kiêu ngạo.

### Nhân vật phụ
- Choi Won-young trong vai Ahn-gook: Thư ký của Do-hyun.

### Gia đình của Do-hyun
- Kim Young-ae trong vai Seo Tae-im: chủ tịch của tập đoàn Seungjin và là bà nội của Do-hyun.
- Shim Hye-jin trong vai Shin Hwa-ra: mẹ đẻ của Do-hyun.
- Ahn Nae-sang trong vai Cha Joon-pyo: bố đẻ của Do-hyun.
- Kim Il-woo trong vai Cha Young-pyo: tổng giám độc của tập đoàn Seungjin và là bố của Ki-joon.
- Kim Na-woon trong vai Yoon Ja-kyung: mẹ của Ki-joon.
- Kim Yong-gun trong vai Cha Geon-ho: chủ tịch đã mất của tập đoàn Seungjin.
- Myung Se-bin trong vai Min Seo-yeon: mẹ trên danh nghĩa của Do-hyun. Mẹ ruột của Oh Ri Jin

### Gia đình của Ri-jin và Ri-on
- Kim Hee-jung trong vai Ji Soon-young: mẹ của Ri-jin và Ri-on.
- Park Jun-gyu trong vai Oh Dae-oh: bố của Ri-jin và Ri-on.

### Nhân viên tại bệnh viện Kanghan
- Ko Chang-seok trong vai Seok Ho-pil(Dr. Schofield), là bác sĩ điều trị của Do-hyun và là giáo sư của Ri-jin.
- Lee Shi-eon trong vai trưởng khoa Park Min-jae.
- Kang Bong-seong trong vai bác sĩ Shin Seon-jo.
- Jo Chang-geun trong vai bác sĩ Kang In-gyu.
- Choi Hyo-eun trong vai y tá Joo Mi-ro

### Các nhân vật khác
- Kim Hyeong-beom trong vai giám đốc Choi.
- Kim Hyun-joo trong vai Baek Jin-sook, mẹ của Chae-yeon.
- Heo Ji-woong trong vai biên tập viên của Omega.

### Khách mời
- Jung Eun-pyo trong vai bác sĩ tâm lý sống tại Mỹ sợ Do-hyun (tập 1).
- Baek Cheol-min trong vai Alex Kang. (tập 1,19)
- Kan Mi-youn trong vai bạn gái của Se-gi tại Mỹ (tập 1).
- Woo-hyun trong vai bệnh nhân tâm thần bị nghiện rượu (tập 1).
- Koo Jun-yup trong vai DJ của Club Paradise (tập 1)
- Kim Seul-gi trong vai bệnh nhân Heo Sook-hee (tập 1-4)
- Jo Yun-ho trong vai Biker (tập 1-3).
- Seo Yi-ahn trong vai Hong Ji-soo, cô gái tại buổi hẹn hò được sắp đặt sẵn của Do-hyun (tập 7).
- LU:KUS trong vai nhóm nhạc Idol Rocking (tập 8).
- Park Seul-gi trong vai MC của buổi fan meeting của Rocking (tập 8).
- J.One(LU:KUS) trong vai J.I(Rocking) (tập 11-12)
- Ahn Young-mi trong vai người bói bài Tarot (tập 13).
- Kwon Yuri trong vai Ahn Yona (tập 20)

## Rating
| Episode #  | Original broadcast date  | Average audience share | Average audience share      | Average audience share | Average audience share      |
| Episode #  | Original broadcast date  | TNmS Ratings           | TNmS Ratings                | AGB Nielsen            | AGB Nielsen                 |
| Episode #  | Original broadcast date  | Nationwide             | Seoul National Capital Area | Nationwide             | Seoul National Capital Area |
| ---------- | ------------------------ | ---------------------- | --------------------------- | ---------------------- | --------------------------- |
| 1          | ngày 7 tháng 1 năm 2015  | 8.7% (20th)            | 11.1% (12th)                | 9.2% (15th)            | 10.3% (13th)                |
| 2          | ngày 8 tháng 1 năm 2015  | 8.0%                   | 11.2% (10th)                | 8.9% (17th)            | 9.6% (16th)                 |
| 3          | ngày 14 tháng 1 năm 2015 | 8.5%                   | 11.3% (9th)                 | 10.3% (14th)           | 11.2% (8th)                 |
| 4          | ngày 15 tháng 1 năm 2015 | 8.4%                   | 10.4% (19th)                | 9.4% (18th)            | 10.8% (10th)                |
| 5          | ngày 21 tháng 1 năm 2015 | 8.6% (20th)            | 11.3% (10th)                | 9.5% (16th)            | 10.5% (11th)                |
| 6          | ngày 22 tháng 1 năm 2015 | 9.2% (17th)            | 12.3% (8th)                 | 9.9% (14th)            | 10.9% (10th)                |
| 7          | ngày 28 tháng 1 năm 2015 | 9.4% (18th)            | 12.0% (7th)                 | 9.6% (14th)            | 10.6% (10th)                |
| 8          | ngày 29 tháng 1 năm 2015 | 9.8% (14th)            | 12.3% (7th)                 | 11.5% (11th)           | 12.5% (6th)                 |
| 9          | ngày 4 tháng 2 năm 2015  | 10.2% (16th)           | 12.5% (6th)                 | 10.5% (12th)           | 11.3% (9th)                 |
| 10         | ngày 5 tháng 2 năm 2015  | 10.9% (14th)           | 13.5% (6th)                 | 11.0% (11th)           | 12.2% (6th)                 |
| 11         | ngày 11 tháng 2 năm 2015 | 11.2% (12th)           | 14.7% (5th)                 | 10.9% (12th)           | 12.0% (6th)                 |
| 12         | ngày 12 tháng 2 năm 2015 | 10.2% (14th)           | 14.1% (6th)                 | 11.4% (9th)            | 12.3% (7th)                 |
| 13         | ngày 18 tháng 2 năm 2015 | 11.0% (10th)           | 14.1% (5th)                 | 10.3% (9th)            | 11.1% (7th)                 |
| 14         | ngày 19 tháng 2 năm 2015 | 10.1% (9th)            | 13.2% (4th)                 | 9.4% (7th)             | 9.6% (4th)                  |
| 15         | ngày 25 tháng 2 năm 2015 | 11.2% (10th)           | 14.6% (6th)                 | 10.5% (9th)            | 11.3% (8th)                 |
| 16         | ngày 26 tháng 2 năm 2015 | 10.7% (13th)           | 12.8% (8th)                 | 10.4% (11th)           | 11.2% (9th)                 |
| 17         | ngày 4 tháng 3 năm 2015  | 12.1% (8th)            | 15.0% (6th)                 | 11.5% (9th)            | 12.5% (6th)                 |
| 18         | ngày 5 tháng 3 năm 2015  | 10.6% (10th)           | 13.0% (7th)                 | 9.8% (15th)            | 11.0% (8th)                 |
| 19         | ngày 11 tháng 3 năm 2015 | 10.7% (11th)           | 13.4% (7th)                 | 9.2% (16th)            | 10.0% (13th)                |
| 20         | ngày 12 tháng 3 năm 2015 | 10.5% (13th)           | 13.1% (7th)                 | 9.4% (17th)            | 10.6% (11th)                |
| Trung bình | Trung bình               | 10.0%                  | 12.8%                       | 10.1%                  | 11.1%                       |